# Paraxenetus
Paraxenetus is een geslacht van wantsen uit de familie van de Miridae (Blindwantsen). Het geslacht werd voor het eerst wetenschappelijk beschreven door Odo Reuter in 1907.

## Soorten
Het genus bevat de volgende soorten:

- Paraxenetus albonotatus Carvalho, 1988
- Paraxenetus alvarengai Carvalho & Ferreira, 1973
- Paraxenetus annulicornis Reuter, 1907
- Paraxenetus aspersus Carvalho & Ferreira, 1973
- Paraxenetus bahianus Carvalho & Ferreira, 1973
- Paraxenetus bracteatus (Distant, 1883)
- Paraxenetus brailovskyi Schaffner & Carvalho, 1985
- Paraxenetus brasilianus Carvalho & Ferreira, 1973
- Paraxenetus cuiabanus Carvalho & Ferreira, 1973
- Paraxenetus cuneopunctatus Carvalho, 1988
- Paraxenetus guttulatus (Uhler, 1887)
- Paraxenetus minusculus Carvalho & Ferreira, 1973
- Paraxenetus paranaensis Carvalho & Ferreira, 1973
- Paraxenetus pirapora Carvalho & Wallerstein, 1978
- Paraxenetus rubricuneus Carvalho, 1988
- Paraxenetus seabrai Carvalho & Ferreira, 1973
- Paraxenetus trifasciatus Carvalho & Wallerstein, 1978